# Имена в мраморе (роман)
«Имена в мраморе» (эст. Nimed marmortahvlil, Имена на мраморной доске) — эстонский военный роман, написанный Альбертом Кивикасом и опубликован в 1936 году. В центре сюжета — события Эстонской освободительной войны.
В 1937 году за этот роман Альберт Кивикас получил награду Эстонского литературного союза. Сейчас роман «Имена в мраморе» является одним из самых известных произведений эстонской литературы.

## Основа романа
В основу романа положены события из жизни самого Альберта Кивикаса периода Войны за независимость. Двое главных героев книги, братья Генн и Юхан Агаси, олицетворяют два крупнейшие политические направления того времени: национализм и коммунизм. Также в романе отражена неуверенность эстонцев относительно будущего своей страны на то время.

## Сюжет
Роман разделён на три части. Главными и центральными героями являются двое братьев, Генн и Юхан Агаси.
В первой части, действие которой происходит в начале войны, рассказывается о политической ситуации в Эстонии в конце 1918 года и группе студентов Тарутского торгового училища, которые впоследствии принимали участие в войне за независимость Эстонии. В начале произведения Генн Агас сомневался относительно вступления в ряды армии, однако после оккупации родного города твёрдо решил стать солдатом. Через группу студентов в первой части романа также показаны политическая и экономическая ситуация в Эстонии в то время.
Вторая часть романа содержит много автобиографических моментов, описание ситуации на фронте и боевой опыт солдат.
В третьей части романа изображён финальный этап войны, в частности Тартуский мир, по которому была признана независимость Эстонии. Роман заканчивается тем, что группа студентов возвращается домой.
Вторая часть вышла в 1935 году в газете «Uus Eesti», а готовый роман из трёх частей вышел в 1936 году в Тарту при содействии Эстонского издательского кооператива. В первом издании романа было 539 страниц. Хотя в романе не отражён собственный опыт автора, он фактически изобразил самого себя в одном из братьев. Альберт Кивикас написал другие части-продолжения романа во время эмиграции в Швеции.

### Вторая часть («Nimed marmortahvlil II»)
Во второй части-продолжении романа изображается тыловая жизнь в период войны за независимость, а военные действия с участием батальона добровольцев является скорее фоном для событий романа. Генн Агас, в армии стал штабным писарем, чьим настоящим увлечением является литература. По замыслу автора, Генн стал футуристом.
В разных образах романа можно узнать многих литературных деятелей того времени, в частности, членов группы «Сиуру».
Впервые вторая часть-продолжение была издана в 1948 году в шведском городе Вадстена; она была дважды переиздана в Таллине в 2000 и 2003 годах.

### Третья часть («Nimed marmortahvlil III»)
В третьей части-продолжении романа речь идёт уже не о войне, — в ней изображена культурная жизнь Эстонской республики в начале её существования. В центре повествования остаётся Генн Агас и развитие его личности. Также в этой части изображены культурные настроения молодёжи и мнения о духовной элиты.
Третья часть-продолжение романа вышла в 1951 году в городе Лунд; в 2001 году она была переиздана в Таллине.

### Четвёртая часть («Nimed marmortahvlil IV»)
В заключительной части-продолжении романа доминирует та же тема, что и в третьей части, однако она больше фокусируется на конфликте мировоззрений. В конце концов это приводит к тайному воссоединению братьев.
Четвёртая часть вышла в Лунде в 1954 году при содействии издательского кооператива Эстонии и была переиздана в Таллине в 2002 году.

## Постановки и экранизации
В 1937 году началась работа над театральной версией романа «Имена в мраморе», которую подготовил друг и коллега Кивикаса Август Аннист. Готовое произведение — драма в 109 страниц, разделённая на три акта, была опубликована в 1939 году в таллинском издательстве «Тарвик». 24 февраля 1939 года в театре «Эстония» состоялась премьера спектакля по мотивам романа, режиссёром которой стал Антс Лаутер. Главные роли в ней сыграли актеры Теет Коппель, Антс Ескола (командир взвода Кяспер) и Гуго Лаур (санитар Тяакер). Сам Антс Лаутер сыграл капитана.
В 1989 году режиссер Аго-Эндрик Керге поставил в театре «Ванемуйне» по мотивам романа собственную пьесу под названием «In corpore…», в которой Агаса сыграл Райн Симмуль, а Кяспера — Андрес Двиньянинов.
В 2002 году в Эстонии вышел одноимённый фильм, сюжет которого основан на романе. Режиссёром фильма стал Эльмо Нюганен, а главного героя Генная Агаса сыграл Приит Вийгемаст. Фильм «Имена в мраморе», стал самым дорогим художественным фильмом Эстонии, и лидером кассовых сборов.